# Flight of the Amazon Queen
Flight of the Amazon Queen ist ein Point-and-Click-Adventure des australischen Studios Interactive Binary Illusions. Es wurde 1995 für MS-DOS veröffentlicht, später folgte auch eine Version für den Heimcomputer Commodore Amiga. 

## Handlung
Flight of the Amazon Queen spielt im Jahr 1949. Joe King ist Eigentümer des Frachtflugzeugs Amazon Queen, einer Ford Trimotor. Die Schauspielerin Faye Russel beauftragt ihn und seinen Mechaniker Sparky, sie zu einem Drehort zu fliegen. In einem Gewitter über dem Amazonas-Dschungel wird die Amazon Queen von einem Blitz getroffen und stürzt ab, was alle Beteiligten überleben. Beim Versuch, die Gruppe zurück in die Zivilisation zu bringen, kreuzt King den Weg des Wissenschaftlers Dr. Eisenstein, der die lokalen Eingeborenen mit Hilfe einer Erfindung in Dinosaurier verwandeln will. Ziel des Spielers ist es, die drei Protagonisten zu retten und die Pläne des Dr. Eisenstein zu durchkreuzen.

### Charaktere

#### Joe King
Der Held des Spiels heißt Joe King und ist im Logistikgewerbe tätig. Er ist der Kapitän der Amazon Queen, eines klapprigen, aber immer noch rüstigen Flugzeugs. Damit befördern er und sein infantiler, comic-vernarrter Mechaniker Sparky Pakete und Passagiere. Joe hat in jedem Hafen ein Mädchen und versteht es, mit Frauen umzugehen. Sein Name ist eine Anspielung auf das englische Wort joking.

#### Dr. Eisenstein
Frank Eisenstein (Dr. Frank Ironstein) ist der verrückte Bösewicht des Spiels. Joe King muss dessen größenwahnsinnige Pläne, die Weltherrschaft mit Hilfe seines Dino-Rays zu erlangen, vereiteln. Der Dino-Ray ist eine Strahlenwaffe, die Menschen in Halb-Dinosaurier mutieren lässt. Eisenstein will mit der Waffe eine Dinosaurierarmee aufbauen, um sein Ziel zu erreichen.

#### Faye Russel
Der Filmstar Faye Russel ist Joes Lieblingsschauspielerin. Joe soll sie am Anfang der Handlung mit der Amazon Queen mitnehmen. Sein ärgster Konkurrent im Fluggeschäft, der Holländer Hans Anderson, hat jedoch bereits ein Auge auf sie geworfen.

#### Krämer Bob
Bob führt ein Krämergeschäft in einem Pygmäendorf. Er hilft Joe bei der Befreiung der entführten Prinzessin Azura. In der deutschen Talkie-Version des Spiels wird Bob von dem Schauspieler Christoph Waltz gesprochen, dessen Name im Abspann fälschlich ohne tz geschrieben wurde.

## Spielprinzip und Technik

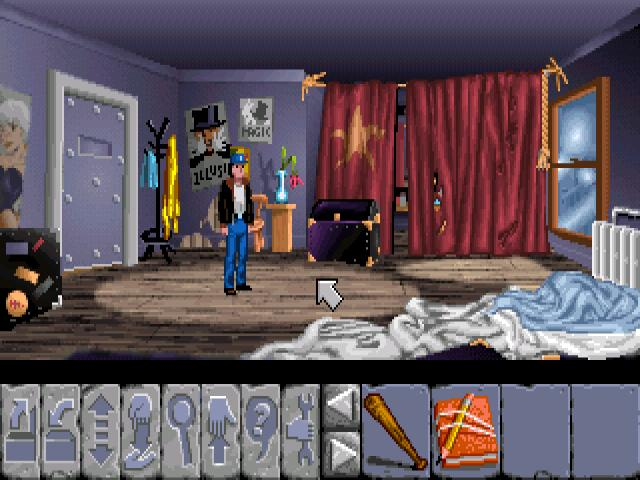
Spielszene

Flight of the Amazon Queen ist ein Point-and-Click-Adventure. Aus Sprites zusammengesetzte Figuren agieren vor handgezeichneten, teilanimierten Kulissen. Mit der Maus kann der Spieler seine Spielfigur durch die Örtlichkeiten bewegen und mit den Maustasten Aktionen einleiten, die den Spielcharakter mit seiner Umwelt interagieren lassen. Joe kann so Gegenstände finden und sie auf die Umgebung oder andere Gegenstände anwenden sowie im Rahmen von Multiple-Choice-Dialogen mit NPCs kommunizieren. Mit fortschreitendem Handlungsverlauf werden weitere Orte freigeschaltet.

## Produktionsnotizen
Das Spiel wurde zunächst auf dem Heimcomputer Amiga 500 entwickelt. Die Entwicklungszeit betrug fast vier Jahre. Ursprünglich bestand das Team hinter dem Spiel nur aus drei Personen – John Passfield und Steven Stamatiadis schrieben das Script, Passfield programmierte gemeinsam mit Tony Ball, Stamatiadis malte die Grafiken. Eine der wesentlichen Inspirationsquellen für Story und Design des Spiels war laut Passfield die Adventure-Serie Monkey Island von LucasArts. Erst als sich mit Renegade Software ein Publisher fand, konnte durch diesen eine Vertonung finanziert werden. Die Spiel-Engine des Spiels, JASPAR (John And Steve’s Programmable Adventure Resource), war eine Eigenentwicklung von Passfield. Für die DOS-Version wurde die originale Amiga-Grafik in der Farbpalette für VGA erweitert.
Große Bekanntheit erlangte das Spiel, nachdem es im März 2004 als freie Software veröffentlicht wurde, um das damals junge ScummVM-Projekt zu unterstützen. Inzwischen kann es mit Hilfe von ScummVM auf allen aktuellen Betriebssystemen gespielt werden. Ein separat auf der CD-ROM-Version enthaltenes Textadventure, das Spoiler zum Hauptspiel enthält, ist unter ScummVM spielbar. Da es nicht aus dem Hauptspiel heraus abgerufen werden kann, wurde es nur wenig bekannt. Seit März 2016 gibt es anlässlich des 20. Jubiläums des Spiels eine überarbeitete Version namens Flight of the Amazon Queen: 20th Anniversary Edition für iOS.
Im Januar 2022 kündigte John Passfield die Entwicklung eines Nachfolgers des Spiels namens Return of the Amazon Queen an.
Im 2007 vom italienischen Entwickler Artematica Entertainment veröffentlichten Adventure Belief & Betrayal trägt ein von den Protagonisten bestiegenes Flugzeug nach Frankreich den Namen „Amazon Queen“.

## Rezeption
Die deutsche Amiga Games notierte eine packende, mit filmartigen Zwischensequenzen durchsetzte Story, die brillant und abwechslungsreich dargestellt sei und deren Rätsel stets fordernd, aber nie unfair wirkten. In Summe handele es sich bei Flight of the Amazon Queen um „wohl das stimmungsvollste und spannendste Adventure von 1995“. Kritischer wertete PC Games, die Animation und Grafik als veraltet bezeichnete als auch die Übersetzung der Dialoge bemängelte. PC Joker bemerkte, dass sich man sich an Gelegenheitsspieler richte. Es sei leicht zu bedienen und niemals unfair. Das Inventar sei jedoch unübersichtlich.
Die deutsche Website Adventure-Archiv.com lobte retrospektiv Hintergrundgeschichte, Charaktere und Dialoge des Spiels und kritisierte lediglich teils lange Laufwege; insgesamt bezeichnete sie Flight of the Amazon Queen als "Pflichtspiel". AdventureCorner attestierte, dass es nicht ganz an die LucasArts Klassiker heranreiche, man aber merke das viel Herzblut drinstecke. Es sei eine gelungene Hommage an B-Movies der 1940er-Jahre. Negativ falle auch die durchwachsene Vertonung ins Gewicht.